# 即日第二程車費九折
即日第二程車費九折（英語：10% Discount for Every Same-day Second Trip）為港鐵公司因應於2012年6月加價而於同年12月31日推出的優惠。在新的票價調整機制下，推廣期延長至2014年3月31日，並且曾經每年按情況推出（最後一次優惠期由2016年6月26日至10月31日）。優惠期內，乘客乘坐港鐵（重鐵路線，機場快綫及東鐵綫頭等除外）、輕鐵或者港鐵巴士，每第二程即獲九折優惠。
隨著2013年港鐵可加可減機制有所修訂，即日第二程車費九折將作為票價調整機制中固定的票價優惠項目，港鐵需適時提供此優惠以緩解加幅，減低對香港市民的影響。
不過隨著2017年港鐵可加可減機制再度修訂，即日第二程車費九折已被3%車費回贈優惠取代。

## 提供優惠的時機
2013年，香港特別行政區政府與港鐵完成票價調整機制檢討。新機制下，港鐵將需依利潤及其服務表現，撥出相應金額作優惠。
利潤掛鈎
如果港鐵加價前一年利潤超過50億港元，港鐵將需按下表撥出相應金額作推出本優惠：
| 每年基本業務利潤     | 車費優惠總額 |
| -------------------- | ------------ |
| $50億以下            | 0            |
| $50億但不多於$60億   | $5000萬      |
| $60億但不多於$70億   | $7500萬      |
| $70億但不多於$80億   | $1億         |
| $80億但不多於$90億   | $1億2500萬   |
| $90億但不多於$100億  | $1億5000萬   |
| $100億但不多於$110億 | $1億7500萬   |
| $110億但不多於$120億 | $2億         |
| $120億但不多於$130億 | $2億2500萬   |
| $130億或以上         | $2億5000萬   |

利潤包括客運業務、車站商務、物業管理、物業發展和中國內地及國際業務，唯不計算投資物業重新估值。此機制只於港鐵票價向上調整之時生效，如票價向下調整機制則不會啟動，金額將保留至下個加價年度。優惠金額亦設有上限，即該年因票價上調所得的額外收入的一半。如優惠金額於該年度未能完全回饋乘客，將順延至隨後年份繼續回饋乘客。
服務表現掛鉤
港鐵公司營運的服務當中，如果有31分鐘或以上的延誤，而延誤是因為港鐵營運過程所導致，港鐵公司需撥出款項，透過本優惠回饋乘客。所撥出款項如下：
| 延誤時間             | 撥出金額 |
| -------------------- | -------- |
| 31–60 分鐘           | $100萬   |
| 61–120 分鐘          | $200萬   |
| 121–180 分鐘         | $300萬   |
| 181–240分鐘          | $500萬   |
| 4 小時後額外的每小時 | $250萬   |

每宗意外之上限為1500萬，即延誤8小時。

### 實際優惠安排
於2012年6月港鐵加價後，港鐵宣佈於同年12月31日推出優惠，該年加幅所有收益將全數撥作優惠用途，本優惠乃其中一項。
於2013年6月港鐵加價後，票價調整機制的優惠安排生效，安排如下：
- 港鐵公司於2012年有$97億7500萬基本業務利潤，故需撥出$1億5000萬作優惠
- 因應港鐵公司在2012年的服務表現，需撥出$1300萬作優惠

上述款項可維持本優惠4個月，另加2012年優惠餘額可維持優惠再多5個月，共可維持優惠9個月，至2014年3月31日。
於2014年6月港鐵加價後，票價調整機制的優惠安排生效，安排如下：
- 港鐵公司於2013年有$86億基本業務利潤，故需撥出$1億2500萬作優惠
- 因應港鐵公司在2013年的服務表現，需撥出$2750萬作優惠
- 2013年12月1日至2014年6月28日期間安裝月台幕門附加費多收280萬撥作優惠

上述款項可維持本優惠3個半月(至10月15日)，另加2014年因應慶祝港鐵觀塘線通車35周年加碼提供優惠，共可維持優惠10個月，至2015年4月30日。
於2015年6月港鐵加價後，票價調整機制的優惠安排生效，安排如下：
- 港鐵公司於2014年有$115億7100萬基本業務利潤，故需撥出$2億作優惠
- 因應港鐵公司在2014年的服務表現，需撥出$2000萬作優惠

上述款項可維持本優惠5個半月，至2015年11月30日。
於2016年6月港鐵加價後，票價調整機制的優惠安排生效，安排如下：
- 港鐵公司於2015年有$109億基本業務利潤，故需撥出$1億7500萬作優惠
- 因應港鐵公司在2015年的服務表現，需撥出$1200萬作優惠

上述款項可維持本優惠4個多月，至2016年10月31日。

## 優惠方式
乘客於2016年6月26日至2016年10月31日期間，使用八達通付費乘搭港鐵重鐵路線（重鐵路線，機場快綫及東鐵綫頭等除外，而機場員工優惠車費則適用）、輕鐵或港鐵巴士，每第二程即自動獲得九折優惠，三個系統分開計算。合資格車程為需付費車程，合資格車程下一程將可獲優惠。
簡單來說，所有每日雙數車程，可獲優惠，但受下列條件限制。

### 條件
- 機場快綫（機場員工優惠車費除外）及港鐵接駁巴士（接駁大埔墟站）並不包括於計劃內。
- 九折優惠按車站車費表列明的車費計算折扣（特別註明除外），若折扣金額尾數少於一角，亦以一角計算。
- 其他優惠（例如輕鐵／港鐵巴士免費轉乘、小巴／巴士轉乘、港鐵特惠站、長者及合資格殘疾人士公共交通票價優惠計劃、「全月通加強版」、機場員工優惠車費、羅湖／落馬洲特價核准車費等）可與九折優惠同時使用。
  - 如該程車費經扣除所有折扣後，車費為$0，九折優惠將留待當日下一程車程再使用。
  - 如該程車費經扣除所有折扣後仍需付費，則先按原本應付車資（即車站所展示的車資，如該車程為「全月通加強版」之連接車程、長者及合資格殘疾人士公共交通票價優惠計劃、機場員工優惠車費或羅湖／落馬洲特價核准車費之優惠車程，將以「全月通加強版」的連接車程、長者／殘疾人士$2或機場員工優惠車費的車費計算「原本應付車資」）計算九折優惠，再扣減其他優惠。如果九折後減去其他優惠車費低於或等於$0，該車程可免費乘車，但剩餘折扣額則不獲退還；如果九折後減去其他優惠車費仍需付款，則收取餘款。
- 經尖沙咀站及尖東站轉綫，作兩程合資格車程計算（除非轉綫後第二程車費為$0／退回車資），但仍然為一程車程計算總收費。第二程車程將獲九折優惠，但按照車站車費表所列車資，並非差額車資計算。
- 乘搭輕鐵時須有入站及出站記錄，並須120分鐘內完成之車程方為合資格車程；若於輕鐵出站收費器退回入站時多付的車費後，其實際支付車費為$0，則不屬合資格車程。
- 「全月通加強版」或「機場快綫旅遊票」使用者出閘時無需扣除額外車資（即出閘機顯示車費為$0）或只收取頭等額外費，則為不合資格車程。
- 「全月通加強版」以扣除有關優惠後的應付車費計算，惟折扣額並未包括輕鐵／港鐵巴士免費轉乘、各項轉乘優惠、早晨75折優惠、港鐵特惠站等。
- 同站出入並有車費扣減者屬合資格車程，但同站出入超過20分鐘者（長者／合資格殘疾人士除外）而支付$10附加費（小童／合資格學生則為$5），則以原站最低車費計算折扣。
- 如當日港鐵通宵服務（如：中秋節、聖誕節、元旦、農曆新年等）或提早服務時間（如渣打馬拉松進行的日子），早上五時前入閘屬前一日的車程。
- 在「長者日」（即每年11月第三個星期日）當日，長者使用長者或個人八達通可享免費乘車優惠，因此當日長者之免費車程或東鐵綫頭等額外費並不屬合資格車程。
- 頭等額外費與九折優惠分開計算，先計算一般車資的九折，再加上沒有折扣的頭等額外費。
- 在八達通內的合資格車程，會於每日行車服務完結後失效。合資格車程會於每天頭班車起時重新計算，並同時註銷所有失效的相關合資格車程記錄。
- 在使用「輕鐵／港鐵巴士→港鐵」或「港鐵巴士→輕鐵」的免費轉乘時，可享優惠詳情如下：
  - 如首程車程已享用九折優惠，次程可享用九折優惠，計算方法為次程九折車費減去首程已付的九折車費；次程為原有車費，計算方法為次程原有車費減去首程已付的九折車費。
  - 如首程車程沒有九折優惠，次程可享用九折優惠，計算方法為次程九折車費減去首程已付的原有車費。
- 乘客可於各港鐵及機場快綫站的八達通查閱機，查閱下一程港鐵／機場快綫（機場員工優惠車費）九折優惠的資格；而輕鐵站內的八達通查閱機，則可查閱下一程輕鐵及／或港鐵巴士九折優惠的資格。

## 意見
有乘客認為新優惠「有好過無」，希望港鐵提供更大車費優惠，另有乘客認為，即日優惠較搭十送一吸引，因為獲得優惠的機會有所增加，並可讓更多乘客（特別是輪休或非假日休息日的上班一族）受惠。
立法會議員王國興認為，此優惠惠及上班一族及學生，並避免市民忘記換領車票。

## 外部連結
- （繁體中文）港鐵 - 同日每第二程車費9折 （页面存档备份，存于）